# 泰坦3號A運載火箭
泰坦三A運載火箭為美國的一次性使用運載系統，於1964年至1965年間共發射4次，該火箭用以測試其後將裝配於更大型的泰坦三C運載火箭的上面級。泰坦三A運載火箭的第一節及第二節火箭改良自泰坦二號運載火箭，與泰坦三C運載火箭相同。
泰坦三A運載火箭於1964年9月1日進行首次發射，但因變軌級加壓失敗，導致提早分離而未能到達預定軌道；同年10月10日的發射則獲得成功，於1965年發射兩次林肯實驗衛星皆成功。

## 發射記錄
| 發射時間(GMT)           | 系列編號 | 酬載衛星    | 結果 | 備註                      |
| ----------------------- | -------- | ----------- | ---- | ------------------------- |
| 1964年9月1日 15:00:06   | 3A-2     | N/A         | 失敗 | 變軌級測試 變軌級加壓失敗 |
| 1964年10月10日 16:52:33 | 3A-1     | N/A         | 成功 | 變軌級測試                |
| 1965年2月11日 15:19:05  | 3A-3     | LES-1       | 成功 |                           |
| 1965年5月6日 15:00:03   | 3A-4     | LES-2/LCS-1 | 成功 |                           |